# Multiple Man
Jamie Madrox, ook vaak Multiple Man genoemd, is een fictieve superheld uit de strips van Marvel Comics, die vooral veel voorkomt in X-Men strips. Hij werd bedacht door Len Wein met een script van Chris Claremont, en getekend door John Buscema. Hij verscheen voor het eerst in Giant-Size Fantastic Four #4 (Februari 1975).
Madrox is een mutant met de gave om zichzelf te “dupliceren”. In tegenstelling tot veel andere mutanten waren Madrox’ krachten al bij zijn geboorte actief.

## Biografie
Jamie Madrox werd geboren vlak bij de Los Alamos onderzoeksinstelling. De radiatie in dat gebied is waarschijnlijk deels verantwoordelijk voor zijn mutatie. Al bij zijn geboorte bleek hij de gave te hebben om zich te vermenigvuldigen. Charles Xavier, een vriend van de Madrox familie, suggereerde dat ze naar Kansas zouden verhuizen om Jamie in alle rust op te voeden. Jamies vader, Dr. Daniel Madrox, ontwikkelde en speciaal pak voor Jamie dat de kinetische energie, wat de oorzaak van het dupliceren was, kon absorberen. Tijdens een later onderzoek werd onthuld dat Jamie eigenlijk een "changeling" was, een voorloper van mutanten wiens krachten al bij de geboorte actief zijn. Toen Jamie 15 was kwamen zijn ouders om tijdens een tornado. Hij runde toen nog een paar jaar alleen de boerderij, totdat zijn pak het begaf. Hij ging naar New York voor hulp, waar hij Mr. Fantastic van de Fantastic Four ontmoette. Die hielp hem zijn pak te herstellen.
Jamie werd later lid van de tweede incarnatie van X-Factor, wat was samengesteld door Val Cooper. Toen een van zijn duplicaten werd gedood, ontdekte Jamie dat hij geen dode duplicaten weer kon absorberen. Hierdoor besefte hij hoe onafhankelijk zijn duplicaten eigenlijk waren. Dit werd nog verder verduidelijkt toen hij een duplicaat ontmoette die een eigen leven wilde, en de originele Jamie wilde vervangen.
Een tijdje zat Jamie bij Banshees X-Corps team, die als doel had op te treden als een soort politie voor mutanten. Dingen liepen echter uit de hand toen de vrouwelijke Mastermind een aantal van Jamies duplicaten onder haar controle nam, en hen gebruikte om Parijs te verwoesten. Jamie was later in staat deze duplicaten te absorberen, maar hij behield hun herinneringen aan de vernietiging.
Een MadroX miniserie werd gepubliceerd in 2004, geschreven door Peter David. De serie toonde Jamie als privédetective in New York, samen met voormalige X-Factor leden Wolfsbane en Strong Guy. Hierin werd onthuld dat hij verschillende van zijn duplicaten eropuit had gestuurd om andere levens te leiden. Zo bracht een duplicaat een tijd door als Shaolin monnik, en een andere als lid van een Olympisch turnteam. Toen Jamie deze duplicaten later weer absorbeerde, verkreeg hij al hun ervaringen. Echter, zijn duplicaten zo lang laten bestaan had ook een keerzijde. Doordat hij al hun ervaringen en herinneringen absorbeerde, ontwikkelde Jamie een vorm van gespleten persoonlijkheid. Elk duplicaat is nu een belichaming van een van Jamies karaktereigenschappen, en Jamie heeft geen controle over welke eigenschap een duplicaat dat hij creëert heeft.
Na de gebeurtenissen uit de House of M crossover, upgrade Jamie zijn detectivebureau tot X-Factor Investigations. Recentelijk bleek dat een duplicaat van Jamie die jaren terug werd gemaakt en sindsdien zijn eigen gang is gegaan lid was geworden van S.H.I.E.L.D..

## Krachten en vaardigheden
Jamie Madrox' kracht is de gave om duplicaten van zichzelf te maken via een onbekend proces. Dit gebeurt elke keer als hij kinetische energie absorbeert, zoals wanneer hij wordt geslagen, met zijn vingers knipt of met zijn voet stampt. Elk van deze duplicaten heeft een eigen bewustzijn, en kan geheel zelfstandig doen en handelen. Een duplicaat kan zichzelf ook weer dupliceren. De originele Jamie kan duplicaten later weer absorberen, en verkrijgt daarbij al die duplicaats herinneringen, ervaringen en vaardigheden. Om te voorkomen dat hij zich onnodig dupliceert draagt Jamie vaak een speciaal pak dat kinetische energie absorbeert.
Gedurende zijn tijd bij X-Factor was het maximumaantal duplicaten dat Jamie kon maken ongeveer 40, maar dit is sindsdien flink toegenomen. Hoewel de duplicaten soms een andere wil hebben dan de originele Jamie, zijn ze meestal wel bereid om weer geabsorbeerd te worden. Echter, er zijn uitzonderingen waarin de duplicaat juist een eigen individu wilde blijven. Zeker nu door zijn gespleten persoonlijkheid een duplicaat telkens maar een bepaalde karaktereigenschap van Jamie vertoont.
Jamie kan het absorberen van zijn duplicaten gebruiken als een manier van genezing. Als een gewonde Jamie een niet gewonde jamie absorbeert, genezen zijn wonden gedeeltelijk. De originele Jamie kan zwaargewonde of zelfs bijna dode duplicaten absorberen zonder hun verwondingen over te nemen.
Als gevolg van het vele opsplitsen en weer absorberen van duplicaten heeft Jamie grote kennis en ervaring verkregen, samen met enige verwarring over van welke Jamie ook alweer welke ervaring kwam. Sloten openbreken, ervaring in Shaolin kung fu, training in het gebruik van vuurwapens, spreken van verschillende talen en kaartwerpen zijn enkele van de vaardigheden die hij via zijn duplicaten heeft verkregen.
Nog altijd is het totaal aantal duplicaten dat Jamie maximaal kan maken onbekend.

## Ultimate Multiple Man
In het Ultimate Marvel universum is Madrox een lid van de Brotherhood of Mutants. Hij deed ooit mee aan een protestmars voor mutantenrechten. Een monster van zijn stamcelen werd gestolen door het Franse leger om een "mutate" (een Marvel term voor genetisch gemodificeerde mutanten) te maken genaamd de Schizoid Man, met gelijke krachten als Madrox. Madrox verscheen recentelijk samen met Mastermind, Toad en Blob toen ze de Academy of Tomorrow's Homecoming aanvielen. De Ultimate Madrox lijkt Brits te zijn. Hij maakte ook bekend maximaal 27 tot 28 duplicaten te kunnen maken voordat hij een slecht gevoel van deja vu krijgt.

## Multiple Man in andere media

### Film
- In de film X2, verschijnt Jamie Madrox’ naam op een scherm terwijl Mystique te documenten van Stryker doorzoekt. In de boekversie van de film heeft Jamie een uitgebreide rol als student aan Xaviers school.
- In X-Men: The Last Stand wordt Multiple man, hier "James" Madrox genoemd, gespeeld door Eric Dane. Hij wordt samen met Mystique en Juggernaut vervoerd in een gevangenentransport,maar gered door Magneto. Hij sluit zich vervolgens aan bij Magneto’s brotherhood. Uiteindelijk gebruikt hij zijn krachten om het leger te laten denken dat Magneto’s Brotherhood nog in het kamp is, terwijl de mutanten zichtbaar op de radar in werkelijkheid allemaal duplicaten van Multiple Man zijn. De filmversie is een mix van de standaard stripversie en de Ultimate Marvel stripversie. Hij lijkt qua uiterlijk op de Multiple Man uit de standaard strips, maar hij is lid van de Brotherhood zoals zijn Ultimate Marvel versie.

### Video games
- Multiple Man verschijnt in een paar spelen zoals X-Men the official game als vijand van Nightcrawler.
- Hij verschijnt ook in X-Men legends als een NPC.

### Televisie
- In de X-Men animatieserie, verscheen Multiple Man in de aflevering "Cold Comfort" als een lid van X-Factor geleid door Havok.
- In de animatieserie X-Men: Evolution verschijnt Jamie Madrox onder de codenaam Multiple. Hij is hier lid van het junior team van de X-Men, bekend als de New Mutants. Deze versie van Jamie was de jongste van de New Mutants, en activeerde om de haverklap per ongeluk zijn krachten.